# Matiloxis rufinalis
Matiloxis rufinalis är en fjärilsart som beskrevs av Walker 1865. Matiloxis rufinalis ingår i släktet Matiloxis och familjen nattflyn. Inga underarter finns listade i Catalogue of Life.